# Groenmarktkerk
De Groenmarktkerk is de gebruikelijke aanduiding voor de Sint-Antoniuskerk aan de Nieuwe Groenmarkt te Haarlem. Het was tot 2022 de op een na oudste nog rooms-katholieke kerk van Haarlem. De kerk werd gebouwd in 1843 en 1844. 
Patroon van de kerk is de heilige Antonius van Padua.
Begin 2025 is de kerk verkocht aan re:connect, een evangelische gemeente.

## Ontwerp
De kerk werd ontworpen door de Vlaamse architect Tieleman Franciscus Suys, die ook de Mozes en Aäronkerk (eveneens gewijd aan de heilige Antonius) in Amsterdam bouwde. De stijl is neoclassicistisch met een barokke inslag. Het toenmalige Ministerie van Erediensten stelde o.a. de eis dat deze kerk plaats moest bieden aan 2000 personen. Door deze eis is het oorspronkelijke bouwplan gewijzigd. De gevel is verbreed met kale bakstenen en de binnenzijde met een galerij zodat het gebouwkerk uiteindelijke van een één- naar een driebeukige kerk is geworden. De tweede galerij is uiteindelijk in 1854 bijgebouwd.

## Het hoogaltaar
Het hoogaltaar (een zgn. zuilenaltaar) uit 1854 is gemaakt door de beeldhouwer Pieter Jozef de Cuyper uit Antwerpen. Behalve de altaartafel, die van marmer is, is deze volledig gemaakt van grenenhout, dat op zeer vakkundige wijze geschilderd (gemarmerd) is. De kapitelen zijn compositie-kapitelen; een combinatie van Ionisch en Corintisch.
Voorstellingen van boven naar beneden:

### Geheel boven
Het kruis geflankeerd door engelen; daaronder aan beide zijden: Hoop en Liefde.

### In het midden
God de Vader als de Schepper (scepter en wereldbol) en de duif die de Heilige Geest symboliseert, geflankeerd door engelen. Aan de buitzijde vinden we afbeeldingen van Melchisedech (links) met de toonbroden en Aäron (rechts) met het wierrookvat. Beiden symboliseren het priesterschap.

### De hoofdvoorstelling
De toekenning van de Portiuncula-aflaat aan de Heilige Franciscus. Het verhaal hierachter is dat Franciscus zich te Santa Maria degil Angeli (bijgenaamd Portiuncula) in de nabijheid van Assisi, toen Christus - vergezeld met Maria - hem verscheen  en hem vroeg of hij iets voor zich zelf wenste. Franciscus vroeg toen een algemene aflaat voor iedereen.
De afbeelding laat zien het moment dat Christus aan Franciscus de aflaat toekent. Op de banderol staat te lezen: "placeat adire vicarium meum",hetgeen betekent: "wilt naar mijn plaatsvervanger (de paus) gaan" nl. om de aflaat vast te laten leggen. Twee zwevende engelenfiguren houden een banderol vast waarop staat: "oculi ejus in pauperem respiciunt" (zijn ogen zien neer op de arme).
Links en rechts van deze voorstelling twee schilden, waarvan het linkerschild de wonden van Franciscus voorstelt en het rechterschild het ordewapen van de Franciscanen.
Ter weerszijden de Heilige Clara (links met monstrans) en de heilige Elisabeth van Hongarije, beide heiligen die in bijzondere betrekking stonden tot Franciscus. Op de kleine panelen schilderingen van de Heilige Martelaren van Gorkum. (Mies van Oppenraay, 1940).

## De zijaltaren
De zijaltaren dateren uit 1860 en zijn gemaakt door dezelfde Pieter Jozef de Cuyper (1808 - 1883)

### Linker zij-altaar
In die tijd was dit de gebruikelijke plaats voor een Maria-altaar. In het retabel een voorstelling van de Boodschap aan Maria door de engel Gabriël. Daarboven een staand beeld van Maria, de Onbevlekte Ontvangenis.

### Het middenaltaar
Op het tabernakel deurtje een Piëta: Maria met dode Christus onder het kruis.
Geheel boven het altaar bevindt zich een beeld van de Heilige Barbera met aan haar voeten de toren, waarin zij door haar vader opgesloten zou zijn.

### Rechter zij-altaar
Het rechter zij-altaar is gewijd aan de patroon van de kerk, de Heilige Antonius van Padua. Het retabel stelt waarschijnlijk het door Antonius opwekken van een dode voor om te getuigen in een rechtszaak. (legende?) Erboven een beeld van Antonius als Franciscaan gekleed met een Jezuskind op zijn arm en een lelie (symbool van zuiverheid) in zijn andere hand. Geheel boven het altaar een beeld van de Heilige Jozef met het Kind. Op het tabernakeldeurtje is een afbeelding te vinden van Abraham en Isaac.
Beide zijaltaren zijn ook gemaakt van grenenhout, en de tafels van echt marmer.
Ieder jaar vindt in november de nationale Hannie Schaft-herdenking plaats in de Groenmarktkerk.